# Villa Karl-Liebknecht-Straße 17 (Radebeul)
Die Villa Karl-Liebknecht-Straße 17 liegt im Stadtteil Niederlößnitz der sächsischen Stadt Radebeul.

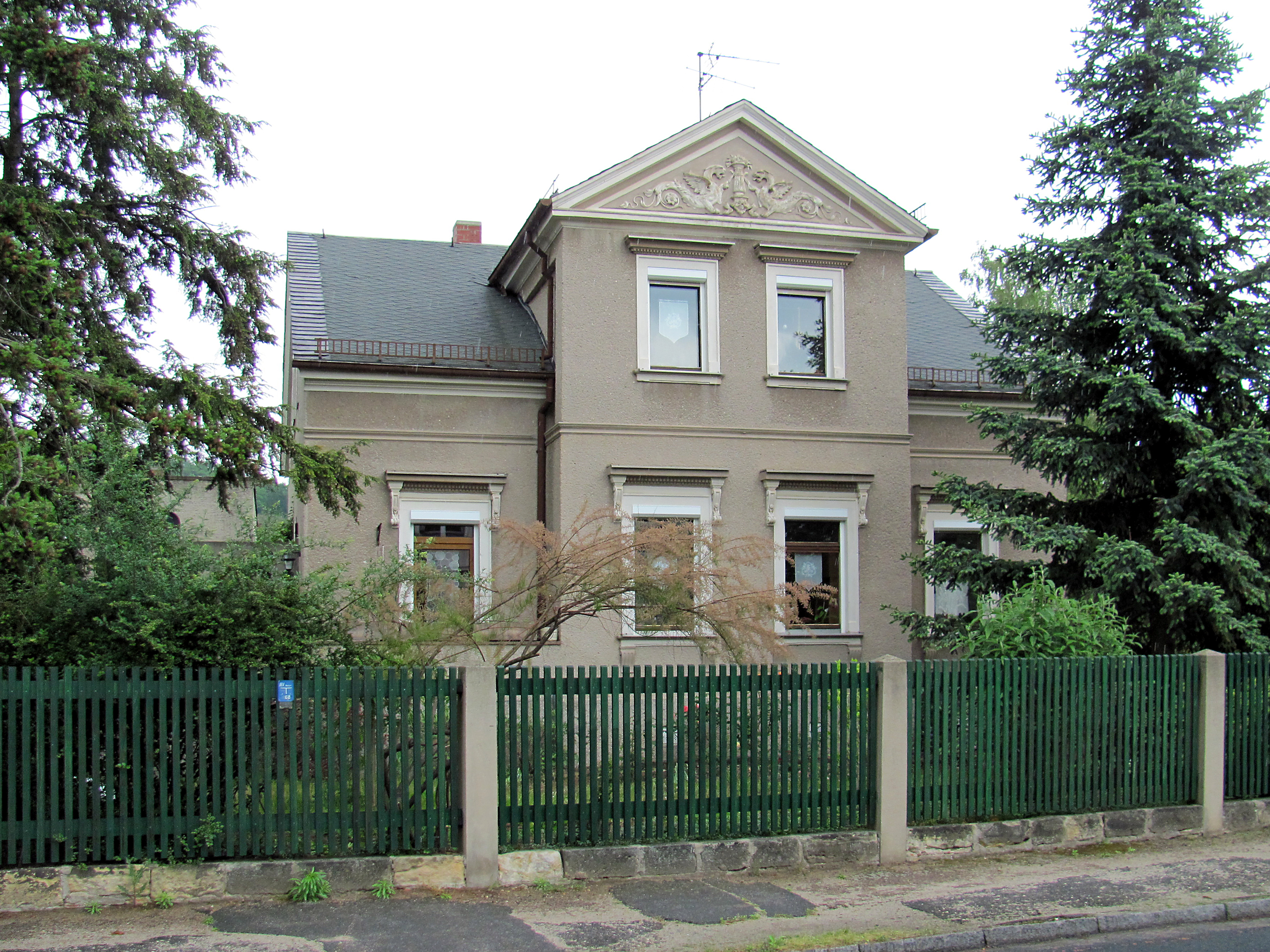
Villa Karl-Liebknecht-Straße 17

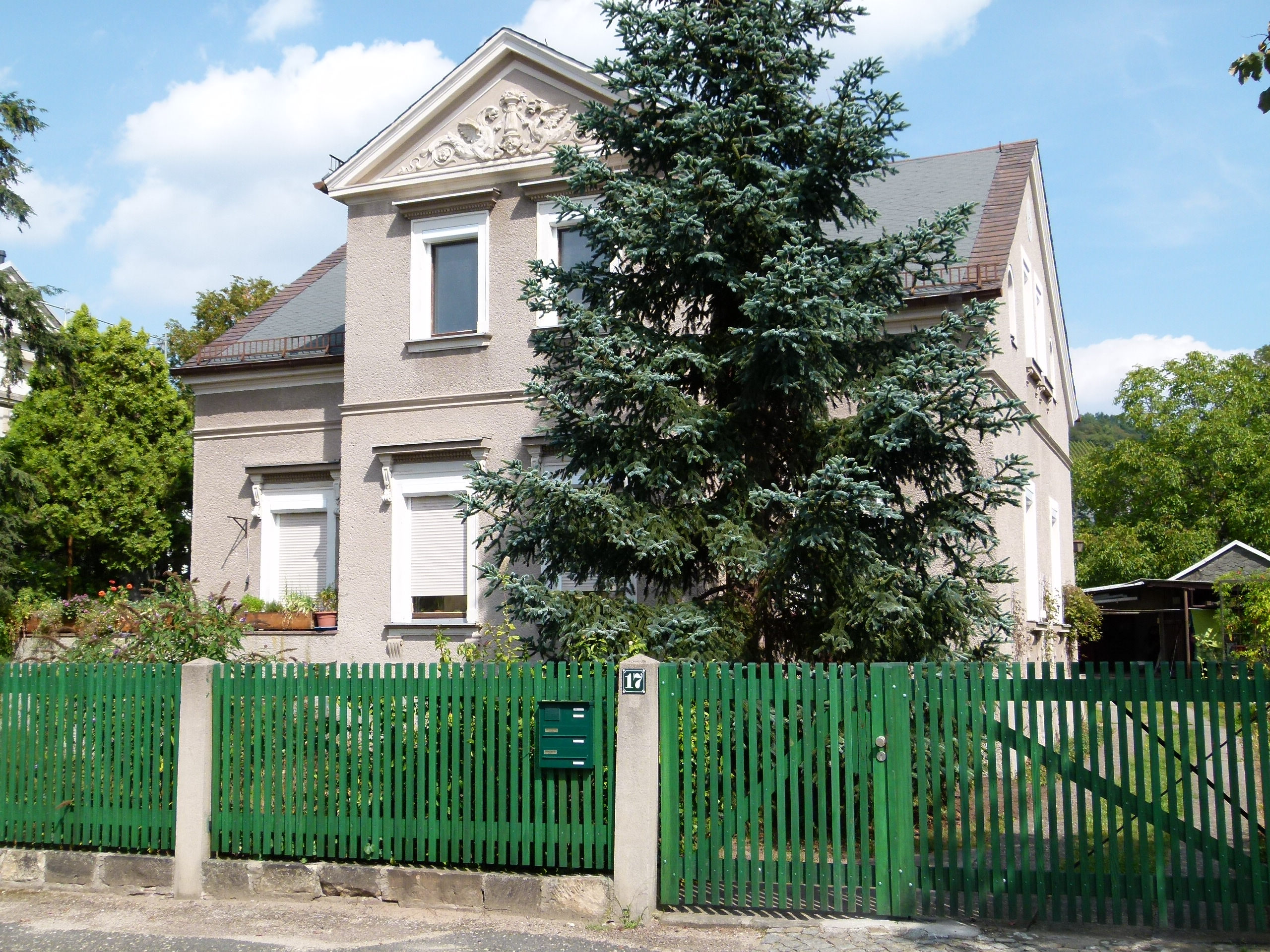
Villa Karl-Liebknecht-Straße 17

## Beschreibung
Die unter Denkmalschutz stehende landhausartige Villa ist ein kleineres, anderthalbgeschossiges Gebäude mit Drempel und ehemals schiefergedecktem Satteldach, das auf einem Souterraingeschoss steht.
In der traufständigen Straßenansicht steht ein zweigeschossiger Mittelrisalit mit einem Dreiecksgiebel, dessen Giebelfeld durch Stuckornamente verziert wird. Die verputzten Fassaden sind inzwischen vereinfacht; die Eckquaderungen und Pilaster wurden zwischenzeitlich entfernt. Die Fenster werden durch Sandsteinrahmen mit Sohlbänken auf Konsolen und Verdachungen eingefasst.

## Geschichte
Das Landhaus wurde 1886/1887 nach einem Entwurf des Baumeisters F. A. Bernhard Große für den Bauunternehmer Heinrich Winkler errichtet.

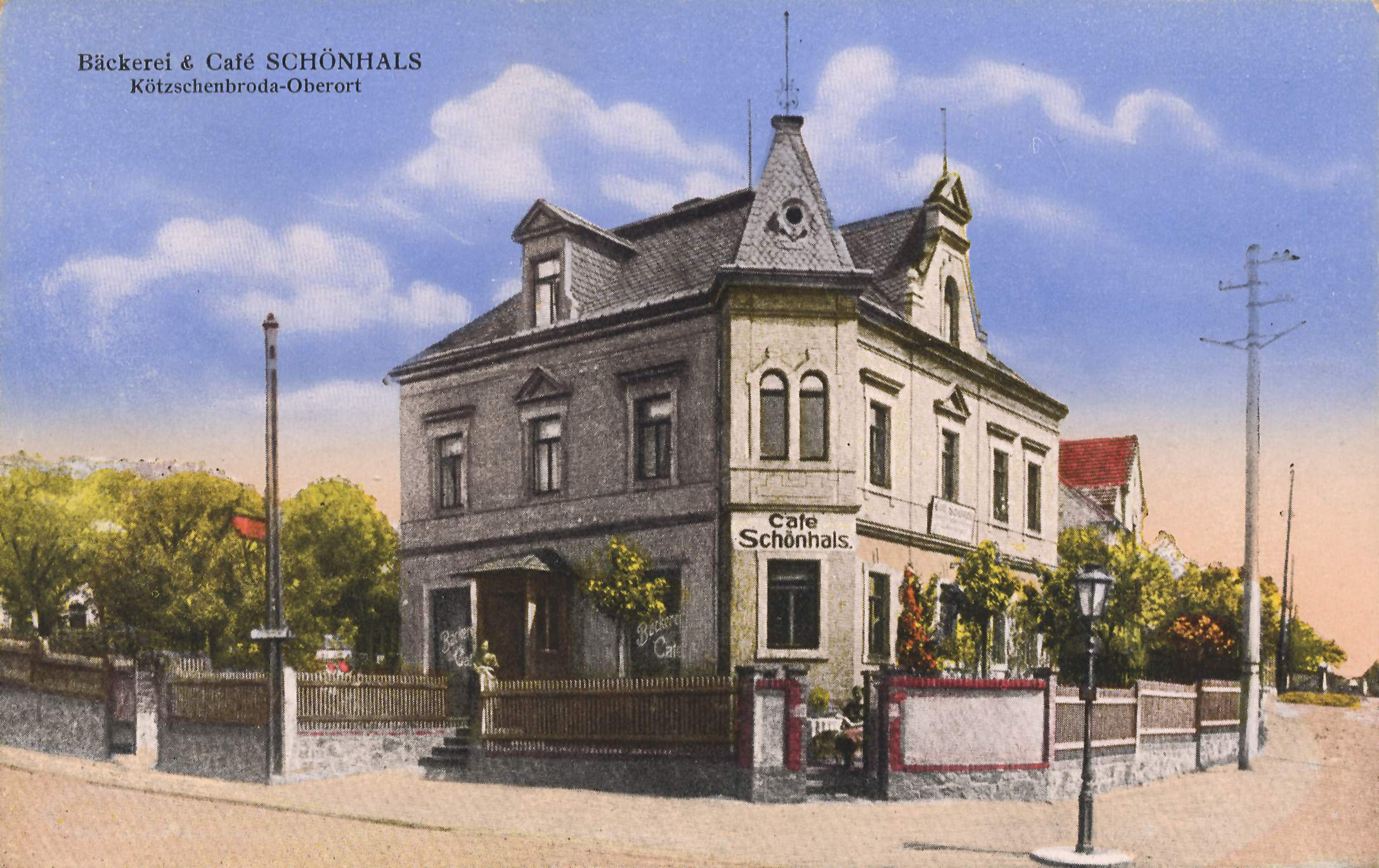
Ansichtskarte, Verlag Paul Frost: Bäckerei & Cafe Schönhals in Kötzschenbroda-Oberort

1915 gehörte es dem Verlagsbesitzer Paul Frost, der dort den Ansichtspostkartenverlag Paul Frost besaß. 1920 wird Frost dann als Buchdruckereibesitzer und Mitinhaber von Frost & Richter in Kötzschenbroda geführt.

### Weitere Bauten von Johann Heinrich Winkler in Niederlößnitz
1882/1883 errichtete der Bauunternehmer Johann Heinrich Winkler aus Niederlößnitz im Gradsteg 34 die Villa Edelweiß nach Entwurf von F. A. Bernhard Große. Ebenfalls von Bernhard Große stammte die hiesige für Winkler errichtete, ähnlich aussehende Villa Karl-Liebknecht-Straße 17, dann folgten 1887/1888 die Villa Heinrich-Zille-Straße 66 und 1888/1889 die Villa Josephine (Heinrich-Zille-Straße 68). 1889/1890 ließ er sich von Carl Käfer eine Villa in der Karl-Liebknecht-Straße 12 (Villa Minerva) entwerfen, die auch diesem Typus entsprach, und 1897/1898 erstellte ihm Adolf Neumann die Mietvilla Johann Heinrich Winkler in der Thomas-Mann-Straße 3.